# Fibigia clypeata
Fibigia clypeata är en korsblommig växtart som först beskrevs av Carl von Linné, och fick sitt nu gällande namn av Friedrich Casimir Medicus. Fibigia clypeata ingår i släktet Fibigia och familjen korsblommiga växter. Inga underarter finns listade i Catalogue of Life.

## Bildgalleri

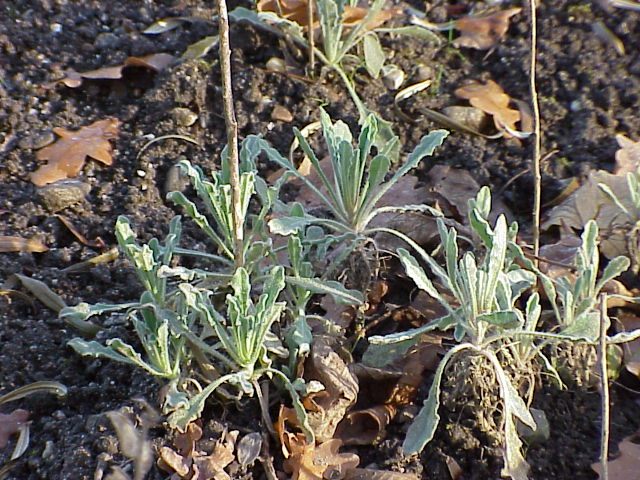
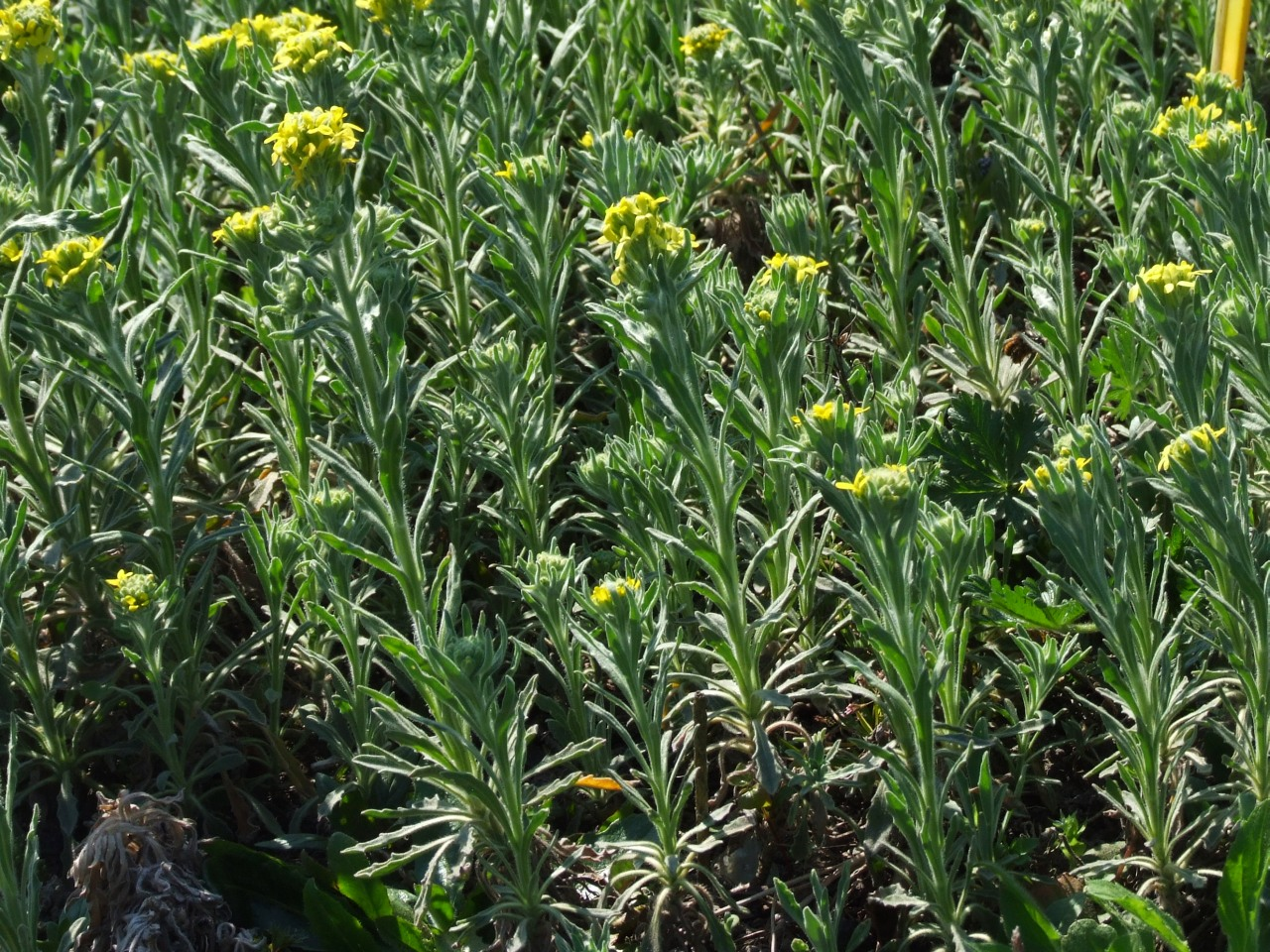
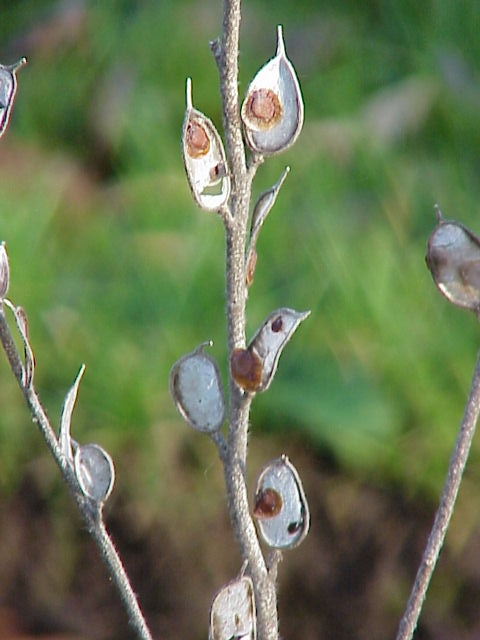
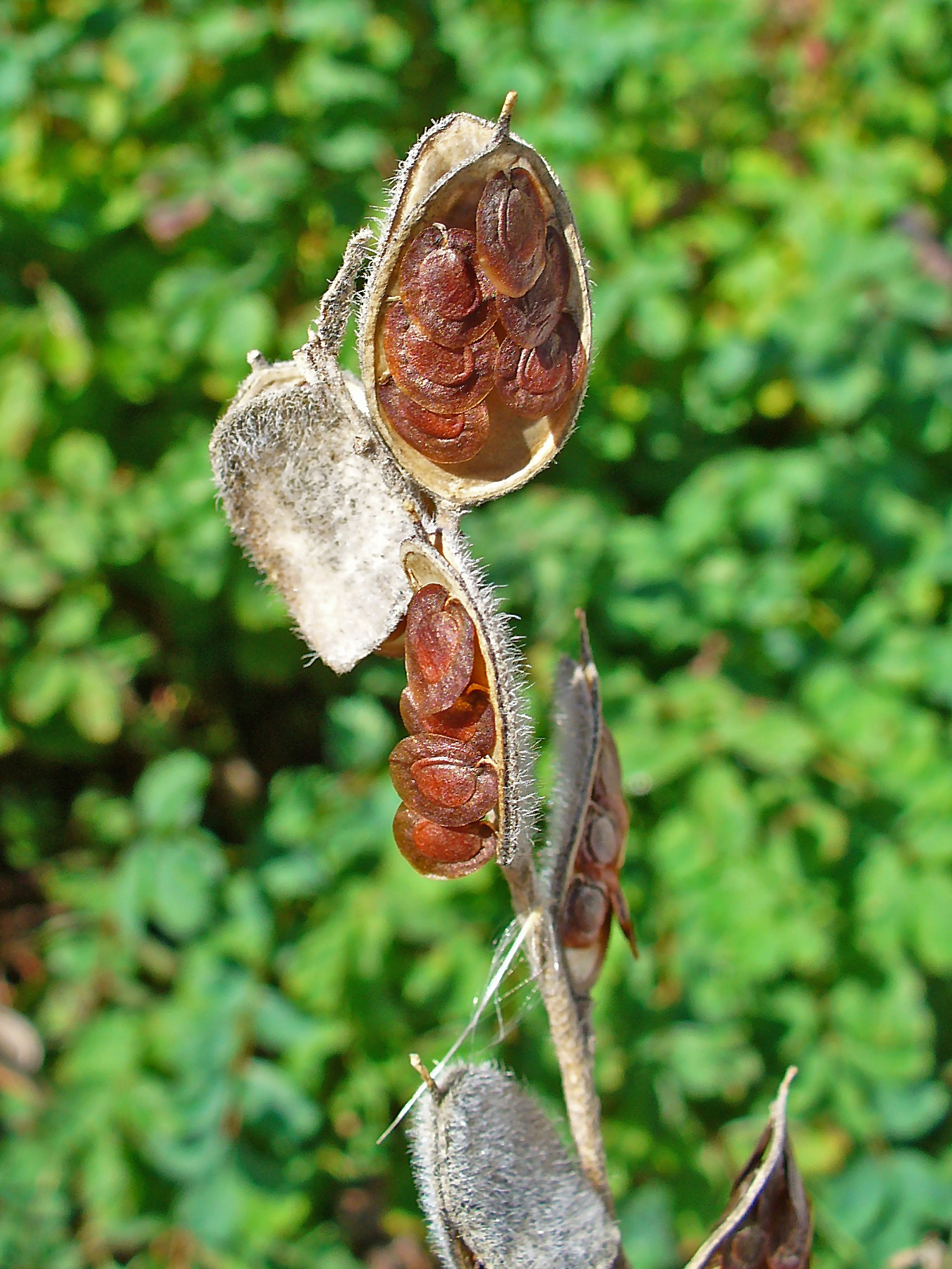
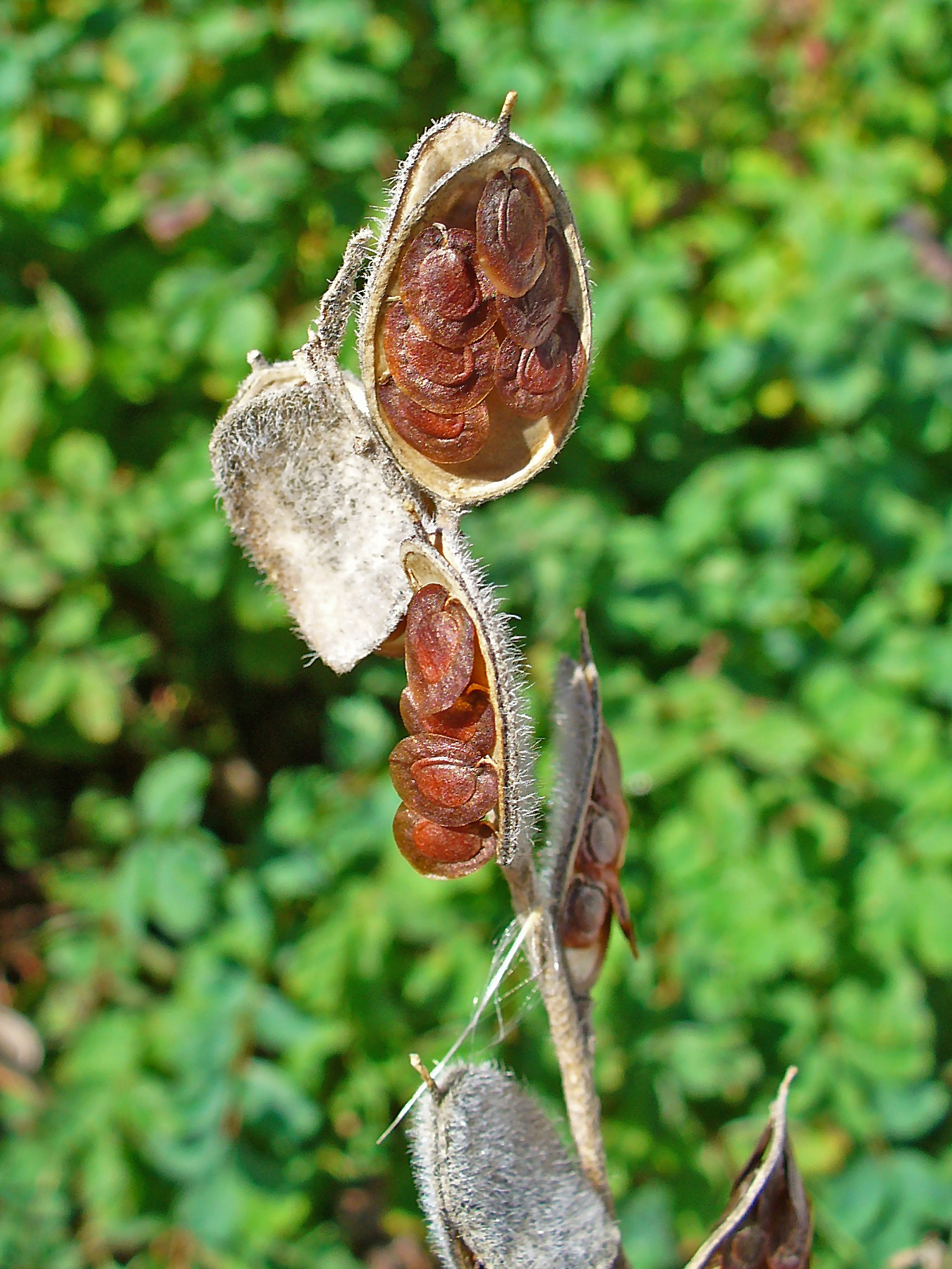
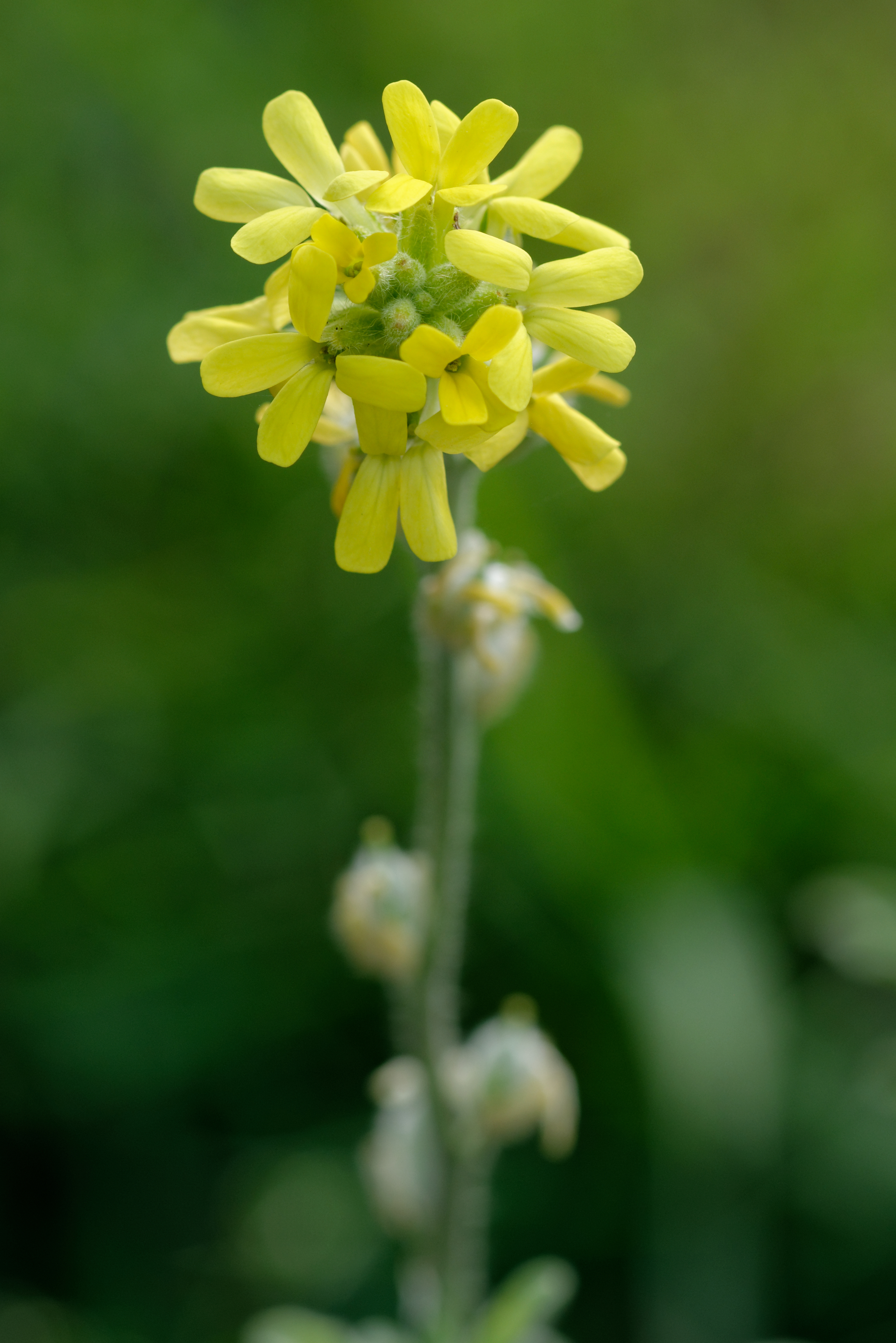